# Niepodległość
Niepodległość – pojęcie z zakresu politologii lub psychologii: 
- państwa – cecha państwa lub narodu, które nie zależą pod względem politycznym od innego państwa lub narodu[1],

- myśli – niezależność od zewnętrznych czynników i okoliczności[2].

Niektóre akty odzyskania niepodległości upamiętniane są jako święta narodowe, np.:
- 4 lipca (Dzień Niepodległości) – rocznica uchwalenia Deklaracji niepodległości Stanów Zjednoczonych w 1776,
- 11 listopada (Narodowe Święto Niepodległości) – rocznica odzyskania niepodległości przez Polskę w 1918.